# Mitsutarō Shirai
Mitsutarō Shirai (jap. 白井 光太郎 Shirai Mitsutarō; ur. 1863, zm. 1932) – botanik i mykolog japoński, specjalista od patologii roślin.
Był pierwszym prezesem Towarzystwa Fitopatologicznego Japonii i emerytowanym profesorem patologii roślin na Uniwersytecie Tokijskim. Ma duży wkład w opracowanie historii nauk przyrodniczych w Japonii na podstawie kolekcji tradycyjnych japońskich i chińskich rękopisów i książek. Jest autorem Nippon hakubutsu nenpyō, zawierającego tablice chronologiczne japońskich badań nad historią naturalną, wydanej po angielsku w 1943 roku. Jego „Compendium Materia Medica Li Shizhena” jest teraz częścią kolekcji Omori Ogrodu Botanicznego w Kioto. Samodzielnie, lub we współpracy z innymi mykologami opisał około 50 nowych gatunków grzybów. Często współpracował z niemieckim mykologiem Paulem Christophem Henningsem.
W nazwach naukowych utworzonych przez niego taksonów dodawane jest jego nazwisko Shirai.